# Beaunotte
Beaunotte est une commune française située dans le canton de Châtillon-sur-Seine du département de la Côte-d'Or, en région Bourgogne-Franche-Comté. Sa population est de 15 habitants au recensement de 2022.

## Géographie

### Localisation
Le territoire de la commune s'étend en longueur sur 8,50 km2 selon une direction sud-ouest / nord-est sur le plateau du Duesmois. Le val de la Coquille le coupe d'est en ouest en y décrivant une courbe vers le nord. Le village est installé juste avant cette courbe, à la confluence du ruisseau de Banlot. Le territoire comprend au sud la pointe de la colline formée par la confluence de la Coquille et du Revinson avec un plateau sur ses hauteurs, et au nord une part du plateau qui va rejoindre le val du Brévon sur les communes voisines. Le fond des vallées est occupé par des prairies à pâturage, l'agriculture est pratiquée plutôt sur les hauteurs bien ensoleillées ; les bois couvrent les versants des combes et des cours d'eau et au nord, le sommet de la colline où se trouve le point culminant de la commune (422 m). Le point de rencontre des deux rivières en limite de commune est le point le plus bas à 293 m. La route départementale 901 suit le cours de la Coquille, elle est une variante de la D 971 qui relie Troyes à Dijon et qui était souvent empruntée par les poids lourds qui voulaient éviter les fortes pentes vers Saint-Seine-l'Abbaye avant que ne soit construite l'autoroute A5. Le village se situe sur cette route et au bout de la D 16 qui va rejoindre au nord Châtillon-sur-Seine, en passant par la forêt éponyme.
Les communes limitrophes sont Mauvilly, Aignay-le-Duc, Quemigny-sur-Seine et Meulson.

### Hydrographie
Le territoire de la commune est situé dans le bassin Seine-Normandie.
Dans le village de Beaunotte, la Coquille est à 7 km de sa source et à 3 km de sa confluence avec la Seine, elle reçoit ici en rive droite le ruisseau de Banlot qui finit son cours d'un kilomètre depuis sa source dans la combe de la Goulotte. Avant de rejoindre la Seine, elle reçoit en rive gauche le Revinson qui délimite la commune au sud sur environ 2 km, jusqu'aux anciennes forges de Tarperon qui marquent sa confluence après sa division en deux bras (dont l'un rejoint la Coquille sur la commune voisine de Quemigny-sur-Seine). En période de crue les prairies en rive de rivières peuvent être marécageuses et alimenter des rigoles de drainage. Il n'y a pas de cours d'eau descendant des plateaux, le sol calcaire de cette région conduit généralement les eaux de pluie en sous-sol vers des exsurgences situées dans les versants comme la source de la Goulotte, certaines sont captées pour des besoins domestiques.

### Climat
Pour des articles plus généraux, voir Climat de la Bourgogne-Franche-Comté et Climat de la Côte-d'Or.
En 2010, le climat de la commune est de type climat des marges montargnardes, selon une étude du Centre national de la recherche scientifique s'appuyant sur une série de données couvrant la période 1971-2000. En 2020, Météo-France publie une typologie des climats de la France métropolitaine dans laquelle la commune est exposée à un climat océanique altéré et est dans la région climatique  Lorraine, plateau de Langres, Morvan, caractérisée par un hiver rude (1,5 °C), des vents modérés et des brouillards fréquents en automne et hiver. 
Pour la période 1971-2000, la température annuelle moyenne est de 10,1 °C, avec une amplitude thermique annuelle de 16,1 °C. Le cumul annuel moyen de précipitations est de 946 mm, avec 13,5 jours de précipitations en janvier et 9 jours en juillet. Pour la période 1991-2020, la température moyenne annuelle observée sur la station météorologique de Météo-France la plus proche, « Bure Les Templiers_sapc », sur la commune de Bure-les-Templiers à 16 km à vol d'oiseau, est de 10,7 °C et le cumul annuel moyen de précipitations est de 898,2 mm,. Pour l'avenir, les paramètres climatiques de la commune estimés pour 2050 selon différents scénarios d'émission de gaz à effet de serre sont consultables sur un site dédié publié par Météo-France en novembre 2022.

## Urbanisme

### Typologie
Au 1er janvier 2024, Beaunotte est catégorisée commune rurale à habitat très dispersé, selon la nouvelle grille communale de densité à 7 niveaux définie par l'Insee en 2022.
Elle est située hors unité urbaine et hors attraction des villes,.

### Occupation des sols
L'occupation des sols de la commune, telle qu'elle ressort de la base de données européenne d’occupation biophysique des sols Corine Land Cover (CLC), est marquée par l'importance des territoires agricoles (67,8 % en 2018), une proportion identique à celle de 1990 (67,8 %). La répartition détaillée en 2018 est la suivante : terres arables (50,6 %), forêts (32,2 %), prairies (11,4 %), zones agricoles hétérogènes (5,8 %). L'évolution de l’occupation des sols de la commune et de ses infrastructures peut être observée sur les différentes représentations cartographiques du territoire : la carte de Cassini (XVIIIe siècle), la carte d'état-major (1820-1866) et les cartes ou photos aériennes de l'IGN pour la période actuelle (1950 à aujourd'hui).

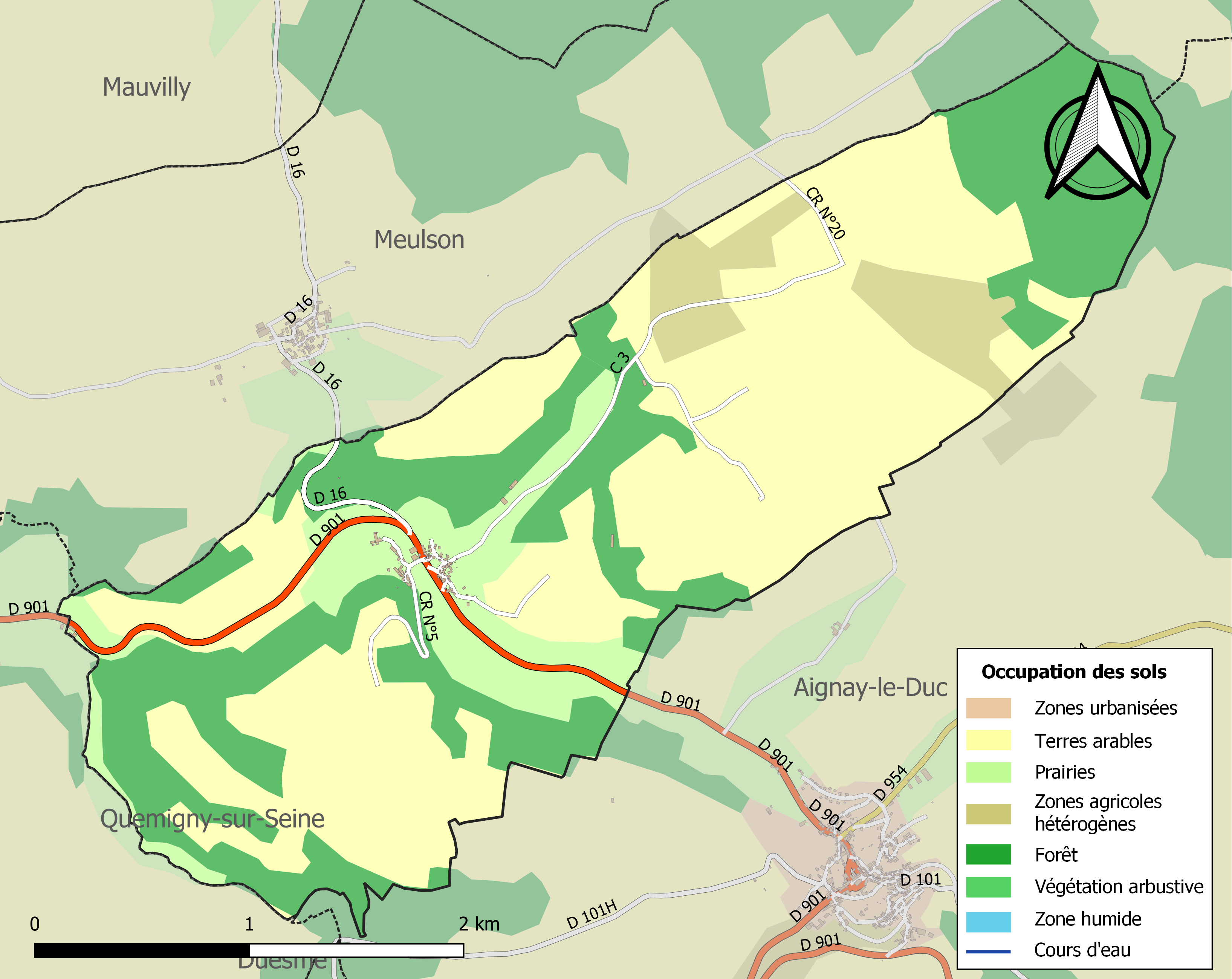
Carte des infrastructures et de l'occupation des sols de la commune en 2018 (CLC).

### Hameaux, écarts, lieux-dits
- Hameaux détachés du village : Tarperon (château et moulin).
- Habitat ou bâti écarté : grange de Dame-Barbe.
- Lieux-dits d'intérêt local : rue de Banlot, bois des Mas, cote du Moulin, côtes du Revinson.

### Voies de communication et transports
Beaunotte est traversée par la départementale 901, qui relie la route départementale 971 à Is-sur-Tille à partir de Saint-Marc-sur-Seine.

## Toponymie
Le nom de la localité est attesté sous les formes Berna (1150) ; Beaunote (1220) ; Belneta (1261) ; Beaulnote (1371) ; Beaunotte (1371) ; Belnote (1388) ; Bellenotte (1423) ; Beaulnotte (1550) ; Bonnotte (1655) ; Bonotte (1690) ; Baunotte (1719).

## Histoire
La fouille de tumulus sur les coteaux dominant Tarperon atteste d'une occupation ancienne.
Beaunotte, dont le nom apparaît dans les textes en 1150, faisait partie sous l’Ancien Régime de la seigneurie de Mauvilly
Au Moyen Âge, le village dépend du seigneur de Mauvilly. Implanté au débouché dans la vallée de la Coquille du ruisseau de Banlot, à la source duquel il semble devoir son nom, il ne fut jamais une paroisse : son église, dont les parties les plus anciennes datent des XIe et XIIe siècles, était une succursale de celle d’Aignay-le-Duc. Elle est placée sous le vocable de la nativité de la Vierge. C'est auprès d’elle que s’est implanté l'habitat primitif, hors de la zone inondable, à proximité du chemin reliant Aignay à Meulson. La mairie résulte de la transformation, en 1881, de l’ancien presbytère.Les deux lavoirs ont été bâtis respectivement en 1822 et 1901.
Sur la rive gauche de la Coquille, l'abbaye du Val des Choux possédait dès le XIIIe siècle deux moulins. L’un d’eux, totalement reconstruit à plusieurs reprises, a cessé de fonctionner en 1991. Dans son voisinage est né tardivement un second groupe d’habitations formant comme un hameau distinct qui porte le nom de Serre.
Beaunotte, comme Aignay est un village de tisserands et dispose d'un moulin et d'une forge jusqu'à la fin du XIXe siècle.

## Politique et administration

### Découpage territorial
La commune se trouve dans l'arrondissement de Montbard du département de la Côte-d'Or.

#### Commune et intercommunalités
La commune est membre de la communauté de communes du Pays Châtillonnais.

#### Circonscriptions administratives
La commune est rattachée au canton de Châtillon-sur-Seine.

#### Circonscriptions électorales
Pour l'élection des députés, la commune fait partie de la quatrième circonscription de la Côte-d'Or.

### Élections municipales et communautaires

#### Liste des maires
| Période                                  | Période  | Identité        | Étiquette | Qualité |
| ---------------------------------------- | -------- | --------------- | --------- | ------- |
| avant 2002                               | ?        | Bernard Tilquin | DVD       |         |
| ?                                        |          | Daniel Vignier  |           |         |
| 2022                                     | En cours | Michaël Caplet  |           |         |
| Les données manquantes sont à compléter. |          |                 |           |         |

## Population et société

### Démographie
L'évolution du nombre d'habitants est connue à travers les recensements de la population effectués dans la commune depuis 1793. Pour les communes de moins de 10 000 habitants, une enquête de recensement portant sur toute la population est réalisée tous les cinq ans, les populations de référence des années intermédiaires étant quant à elles estimées par interpolation ou extrapolation. Pour la commune, le premier recensement exhaustif entrant dans le cadre du nouveau dispositif a été réalisé en 2008.

En 2022, la commune comptait 15 habitants, en évolution de −28,57 % par rapport à 2016 (Côte-d'Or : +0,82 %, France hors Mayotte : +2,11 %).
| 1793 | 1800 | 1806 | 1821 | 1831 | 1836 | 1841 | 1846 | 1851 |
| ---- | ---- | ---- | ---- | ---- | ---- | ---- | ---- | ---- |
| 192  | 200  | 182  | 161  | 168  | 173  | 158  | 160  | 158  |

| 1856 | 1861 | 1866 | 1872 | 1876 | 1881 | 1886 | 1891 | 1896 |
| ---- | ---- | ---- | ---- | ---- | ---- | ---- | ---- | ---- |
| 132  | 127  | 122  | 124  | 123  | 116  | 125  | 123  | 103  |

| 1901 | 1906 | 1911 | 1921 | 1926 | 1931 | 1936 | 1946 | 1954 |
| ---- | ---- | ---- | ---- | ---- | ---- | ---- | ---- | ---- |
| 91   | 90   | 97   | 74   | 61   | 64   | 58   | 72   | 73   |

| 1962 | 1968 | 1975 | 1982 | 1990 | 1999 | 2006 | 2008 | 2013 |
| ---- | ---- | ---- | ---- | ---- | ---- | ---- | ---- | ---- |
| 52   | 40   | 46   | 46   | 37   | 27   | 22   | 21   | 21   |

| 2018 | 2022 | - | - | - | - | - | - | - |
| ---- | ---- | - | - | - | - | - | - | - |
| 16   | 15   | - | - | - | - | - | - | - |

La population, composée essentiellement de tisserands, atteignit l’effectif de 200 personnes à la fin du XVIIe s., puis, après une longue période de misère, à nouveau en 1801. Depuis cette date elle n'a cessé de décroître. En 2006, la population est de 22 habitants, dont trois exploitants agricoles céréaliers, l'un élevant des vaches laitières, un autre des chevaux haflingers. Les autres activités sont : un carrier, un récupérateur de fers et métaux, un restaurant.

## Culture locale et patrimoine

### Lieux et monuments

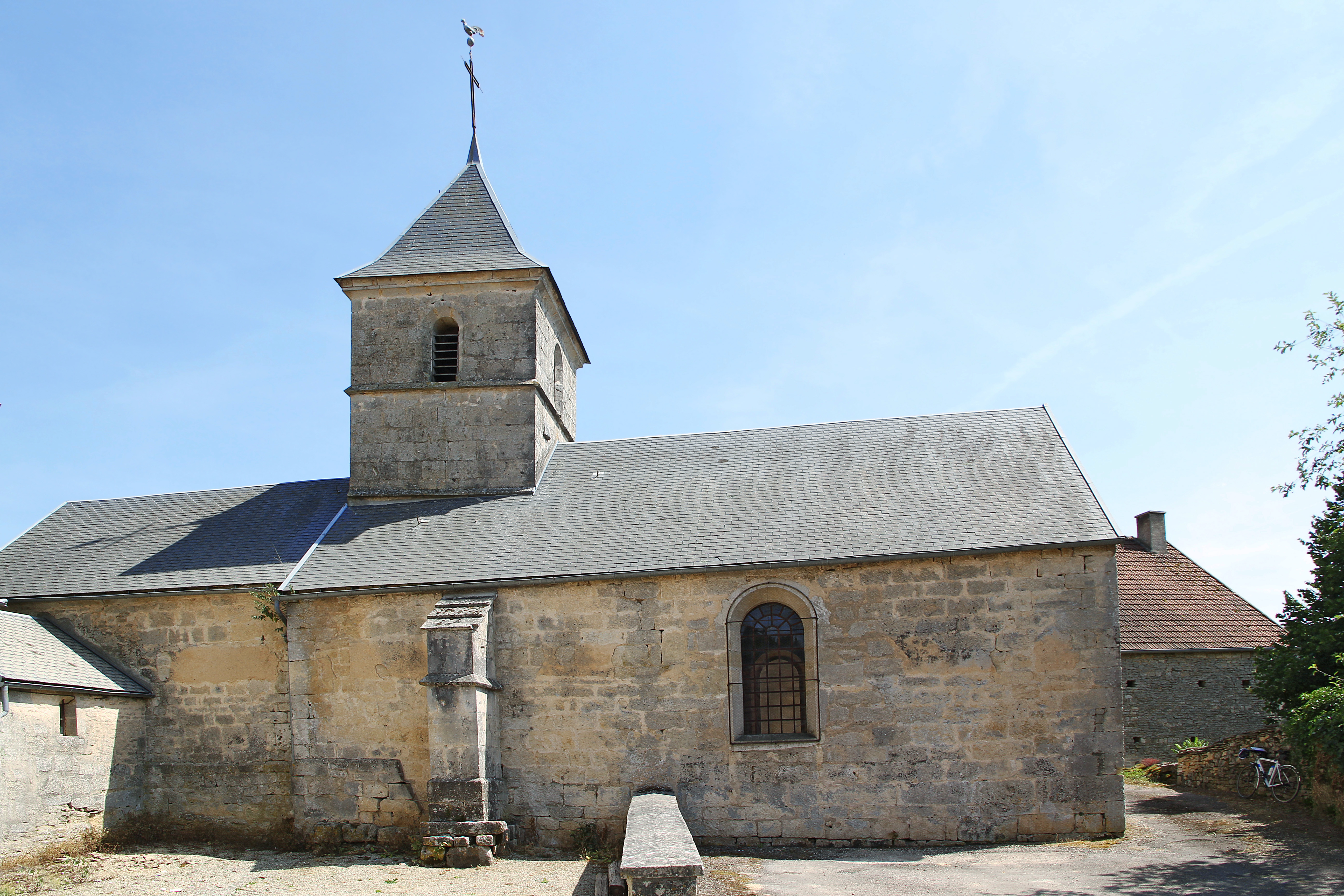
Église de Beaunotte.

En 2016, la commune n'a pas de monument classé à l'inventaire des monuments historiques, elle compte 10 monuments ou édifices et 15 objets répertoriés à l'IGPC (inventaire général du patrimoine culturel).
- Plusieurs croix et plusieurs maisons anciennes sur la commune sont répertoriés à l'IGPC ;
- L'église de la Nativité et Saint-Pierre qui date partiellement du XIIIe siècle renferme une Vierge à l'Enfant en bois polychrome[26] et un saint Barthélémy en pierre polychrome[27], tous deux du XVIIIe ;
- Moulin Jolimet-Renard, important site du patrimoine industriel dont on trouvera une description précise sur la fiche IGPC[28] ;
- Mairie-école du XIXe s.[29] ;
- Lavoir couvert sur le Banlot[30] ;
- À Tarperon, l'ancienne forge est devenue un manoir.

### Personnalités liées à la commune
- Albert Colombet (1910-1986), érudit bourguignon, folkloriste, membre de l'Académie des sciences, arts et belles-lettres de Dijon et fondateur en 1953 de la revue trimestrielle Pays de Bourgogne, repose au cimetière de Beaunotte[31].

### Héraldique
| Blason de Beaunotte | Blason  | D'azur au chef échiqueté d'argent et de sinople. |
| Blason de Beaunotte | Détails | Le chef échiqueté d'argent et de sinople évoque les carrières ouvertes dans la végétation. L'azur évoque l'eau. Le statut officiel du blason reste à déterminer. |

## Pour approfondir

#### Bases de données, dictionnaires et encyclopédies
- Ressources relatives à la géographie :   - Insee (communes)
  - Ldh/EHESS/Cassini
- Ressource relative à plusieurs domaines :   - Annuaire du service public français
- Notices d'autorité :   - VIAF
  - BnF (données)